# Jerónimo de Legorreta
Jerónimo de Legorreta fue hijo de Garcia de Legorreta y Maria Gallega del Granado. Fue el patriarca de una importante familia en el Estado de México, antepasado de los fundadores del banco Banamex, y de varias familias del Estado de México, incluyendo las de El Oro y el área de la ex-hacienda de Tultenango.
Nació en Baeza España a inicios del siglo XVI o inicios del siglo XVII. Emigró a la Nueva España donde la Audiencia de México lo nombró corregidor de Ixtlahuaca en el actual Estado de México. Adquirió las haciendas de San José y de San Miguel de las Fuentes, así como algunas otras caballerizas y estancias de ganado mayor. Se volvió un importante comerciante de ganado y grano.
Se casó con Juana de Herrera, hija de Juan de Maya, que provenía de una de las familias más influyentes de la zona (los Gómez-Maya). Sus hijos fueron Juan de Legorreta, Gregoria de Legorreta, Jerónimo de Legorreta, que fue sacerdote, y Ana Iseo de Herrera que se casó con Antonio de Garnica Legaspi (bisnieto del conquistador Antonio de Garnica).
Su segunda esposa fue Jerónima de Salazar, con quien se casó el 17 de abril de 1645, en Ixtlahuaca. Sus hijos fueron Lorenzo, Gregorio y Josefa de Legorreta.